# Michael Scott Rohan
Michael Scott Rohan (Edimburgo, 22 gennaio 1951 – Edimburgo, 12 agosto 2018) è stato uno scrittore di romanzi fantasy di origine scozzese.
Ha vinto nel 1991 il premio William F. Crawford Award per la miglior trilogia fantasy, L'Inverno del Mondo.

## Biografia
Nacque ad Edimburgo nel 1951. Studiò all'Accademia di Edimburgo e al St Edmund Hall, Oxford dove scelse la facoltà di legge. Lì incontrò Allan Scott che lo spinse a scrivere per il periodico del gruppo SFinx e la sua futura moglie Deborah. Durante questo periodo lavorò come bibliotecario, programmatore, redattore, traduttore, spedizioniere di campioni botanici. Al conseguimento della laurea nel 1973 abbandonò la carriera legale per lavorare presso una casa editrice internazionale. Passò i cinque anni successivi compilando enciclopedie ma continuando a scrivere per il periodico SFinx.
Nel 1977 finalmente si sposa con Deborah. Nel 1978 decide di dedicarsi quasi a tempo pieno alla letteratura e cominciò a scrivere il suo primo libro The Hammer And The Cross, ed il suo primo romanzo Run to the Stars.
Gli altri interessi di Rohan, oltre la letteratura, sono antropologia, storia, archeologia e paleontologia e le sue attività singolari si susseguono di continuo. Partecipò alla caccia al mostro di Loch Ness. Suonò la chitarra per poco tempo e cantò in una banda folkloristica, sperimentò la lirica ma fu un fallimento totale. Attualmente scrive articoli per un periodico di musica e si impegna per divulgare la musica classica. I suoi compositori favoriti sono tanti ma Wagner e Mozart occupano un posto di riguardo. Ha un'ottima conoscenza della lingua francese e tedesca, infarinature di altre lingue come il finlandese e sta combattendo attualmente per apprendere il russo.
Lui e sua moglie Deborah sono arcieri occasionali e miopi, e condividono un grande interesse per la preservazione di animali e piante selvatiche. Dopo avere vissuto ad Oxford, si sono trasferiti a Leeds nel 1984, e nel 1994 in un piccolo villaggio vicino a Cambridge.

## Opere
- L'Inverno del Mondo (The Winter of the World)

1. L'Incubo dei ghiacci (The Anvil of Ice - 1986)
2. La Forgia nella foresta (The Forge in the Forest - 1987)
3. La Fortezza dei ghiacci (The Hammer of the Sun - 1988)
4. The Castle of the Winds (1998)
5. The Singer and the Sea (1999)
6. Shadow of the Seer (2001)

- I Mondi incrociati (The Chronicles of Stephen Fisher - The Spiral series)

1. Il Porto dei mondi incrociati (Chase the Morning - 1990)
2. Verso la spirale dei mondi (The Gates of Noon - 1992)
3. Il Castello fra i mondi incrociati (Cloud Castles - 1993)
4. Maxie's Demon (1997)

### Altri romanzi
- Run to the Stars (1983)
- The Ice King (1983) in collaborazione con Allan Scott (Altri titoli: Burial Rites, The Ice King)
- L'impero degli incanti (A Spell of Empire: The Horns of Tartarus 1992) in collaborazione con Allan Scott)
- The Lord of Middle Air (1994)